# Алгасовский сельсовет
Алгасовский сельсовет — сельское поселение в Моршанском районе Тамбовской области Российской Федерации.
Административный центр — село Алгасово.

## История
Статус и границы сельского поселения установлены Законом Тамбовской области от 17 сентября 2004 года № 232-З «Об установлении границ и определении места нахождения представительных органов муниципальных образований в Тамбовской области».

## Население
| 2010  | 2012  | 2013  | 2014  | 2015  | 2016  | 2017  |
| ----- | ----- | ----- | ----- | ----- | ----- | ----- |
| 3641  | ↗4433 | ↘4266 | ↘4124 | ↘4069 | ↘3924 | ↘3818 |
| 2018  | 2019  | 2020  | 2021  |       |       |       |
| ↘3697 | ↘3570 | ↘3456 | ↗4233 |       |       |       |

## Состав сельского поселения
| №  | Населённый пункт  | Тип населённого пункта       | Население |
| -- | ----------------- | ---------------------------- | --------- |
| 1  | Алгасово          | село, административный центр | ↘2243     |
| 2  | Александровка     | деревня                      | ↘84       |
| 3  | Александровка 2-я | деревня                      | ↘2        |
| 4  | Бутырки           | деревня                      | 0         |
| 5  | Дьячи             | село                         | ↘164      |
| 6  | Кадыковка         | село                         | ↘77       |
| 7  | Канада Никольская | деревня                      | ↘100      |
| 8  | Молодёжный        | посёлок                      | ↗505      |
| 9  | Погореловка       | деревня                      | ↘134      |
| 10 | Рыбное            | село                         | ↘400      |
| 11 | Рысли             | село                         | ↘319      |
| 12 | Сабуровка         | деревня                      | ↘0        |
| 13 | Самодуровка       | село                         | ↘112      |
| 14 | Темяшево          | село                         | ↘332      |
| 15 | Чернитово         | село                         | ↘124      |

### Упразднённые населённые пункты
Деревня Надёжка.